# Вечелков
Вечелков (слч. Večelkov) насељено је мјесто са административним статусом сеоске општине (слч. obec) у округу Римавска Собота, у Банскобистричком крају, Словачка Република.

## Становништво
| Година:    | 1994. | 2004.    | 2014.    | 2024.   |
| ---------- | ----- | -------- | -------- | ------- |
| Број људи: | 347   | 289      | 244      | 221     |
| Разлика:   |       | -16,71 % | -15,57 % | -9,42 % |

| Година:    | 2023. | 2024.   |
| ---------- | ----- | ------- |
| Број људи: | 214   | 221     |
| Разлика:   |       | +3,27 % |

Према подацима о броју становника из 2011. године насеље је имало 255 становника.